# 20484 Дженетсон
20484 Дженетсон (20484 Janetsong) — астероїд головного поясу, відкритий 14 липня 1999 року.
Тіссеранів параметр щодо Юпітера — 3,437.